# Centralbibliotek
 Denne artikel omhandler overvejende eller alene danske forhold. Hjælp gerne med at gøre artiklen mere almen.
I den engelske artikel om Public library nævnes f.eks. "County libraries".
Et centralbibliotek er et bibliotek der skal støtte de lokale folkebiblioteker ved at udlåne eller fremskaffe bøger og andet biblioteksmateriale, som de pågældende folkebiblioteker ikke selv ejer, og ved at yde råd og biblioteksteknisk bistand. Centralbiblioteket fungerer desuden som lokalt folkebibliotek for sit område.
Biblioteksstyrelsen har via en særlig finanslovsbevilling ansvaret for at sikre driften af en overcentralfunktion for de kommunale folkebiblioteker. Funktionen varetages af en række folkebiblioteker der med statslige tilskud samtidig virker som centralbibliotek. Samarbejdet reguleres i 4-årige kontrakter som indgås med Styrelsen for Bibliotek og Medier.
Centralbibliotekerne har et overcentralbibliotek som næste instans, hvilket er Statsbiblioteket.

## Historie
På et tidspunkt var funktionen som centralbibliotek tilknyttet amterne, men ikke nødvendigvis sådan at den by amtet var opkaldt efter havde centralbiblioteket.
Den 1. januar 2009 blev centralbiblioteksvirksomheden i Danmark omlagt, så antallet af centralbiblioteker blev reduceret fra 16 til 6.

## Nuværende centralbiblioteker
Der er 6 centralbiblioteker i Danmark:
- Gentofte Bibliotekerne
- Herning Centralbibliotek
- Odense Centralbibliotek
- Roskilde Bibliotek
- Vejle Bibliotekerne
- Aalborg Bibliotekerne

Sydslesvig har et centralbibliotek i Flensborg:
- Dansk Centralbibliotek for Sydslesvig

## Tidligere centralbiblioteker
Nedenstående biblioteker har tidligere haft status som centralbibliotek.

### Indtil omlægningen 1. januar 2009
- Bornholms Biblioteker
- Esbjerg Kommunes Biblioteker
- Frederiksberg Kommunes Biblioteker
- Helsingør Kommunes Biblioteker
- Københavns Kommunes Biblioteker
- Nykøbing Falster Centralbibliotek (Eksisterer ikke under det navn længere)
- Slagelse Bibliotekerne
- Viborg Bibliotekerne
- Aabenraa Bibliotekerne
- Aarhus Kommunes Biblioteker

### Endnu længere tilbage i tiden
- Thisted Bibliotek, blev centralbibliotek for Thisted Amt i 1922[1]